# Tsutsumori-jinja
Le Tsutsumori-jinja (筒森神社) est un sanctuaire shinto situé à Ōtaki dans la préfecture de Chiba au Japon.
Une légende de la région de Chiba rapporte que le prince Ōtomo n'est pas mort à la guerre de Jinshin et qu'il s'est échappé du palais Ōmikyō de l'Est en compagnie de son épouse la princesse Tōchi. Selon la légende, la princesse, enceinte, tombe malade lorsqu'ils arrivent à un endroit appelé Tsutsumori où la maladie l'emporte. Les habitants du lieu ressentent de la sympathie pour elle et construit ce sanctuaire à sa mémoire.
Ce sanctuaire est propice à un accouchement facile.

## Source de la traduction
- (en) Cet article est partiellement ou en totalité issu de l’article de Wikipédia en anglais intitulé « Tsutsumori Shrine » (voir la liste des auteurs).